# Rosângela Maldonado
Maria Clarinda Maldonado Paiva, conhecida artisticamente como Rosângela Maldonado (Franca, 13 de agosto de 1928 - Guarani d'Oeste, 17 de junho de 2012) foi uma atriz e diretora brasileira de cinema, teatro e televisão.

## Biografia
Rosângela Maldonado nasceu em Franca, no interior de São Paulo. Começou a carreira no rádio, como locutora e rádio-atriz na Rádio Tupi. Estreou no cinema em 1950 e foi consagrada Rainha do Carnaval Carioca em 1954.
Em 1960 foi eleita a "Rainha do Cinema Brasileiro" após disputar o título com as atrizes Nely Martins, Diana Morel, Iris del Mar, Odete Lara, Anilza Leoni, Evelyn Rios e Janette Jane.
Atou em espetáculos e filmes sob direção de Bibi Ferreira, Milton Rodrigues, Moacyr Fenelon, Carlos Hugo Christensen, Ronaldo Lupo, Luiz de Barros, Ismar Porto, Fauzi Mansur, Ary Fernandes, João Callegaro, Roberto Mauro entre outros. Dentre os destaques estão suas atuações em Hoje o galo sou eu (1958), de Aluísio T. de Carvalho; Teu tua (1979), de Domingos de Oliveira; e a parceria nos filmes de José Mojica Marins. Produziu, roteirizou e atuou em dois filmes: "A mulher que põe a pomba no ar" e "A deusa de mármore".
Abandonou a carreira artística no começo da década de 80 por problemas de saúde ocasionados pela Doença de Chagas. Faleceu em 17 de junho de 2012 em Guarani d'Oeste, no interior de São Paulo.

## Filmografia

### Como atriz
| Ano  | Título                                          | Personagem               |
| ---- | ----------------------------------------------- | ------------------------ |
| 1980 | Teu Tua                                         | Mulher do segundo marido |
| 1978 | A Deusa de Mármore                              | Deusa de Mármore         |
| 1978 | A Mulher Que Põe a Pomba no Ar                  | Dra. Adelaide            |
| 1977 | Fracasso de Um Homem nas Duas Noites de Núpcias | —                        |
| 1975 | O Incrível Seguro de Castidade                  | Mãe                      |
| 1972 | Sexo E Sangue na Trilha do Tesouro              | Helena                   |
| 1971 | Finis Hominis - O Fim do Homem                  | A Entidade               |
| 1970 | Mágoas de Caboclo                               | Geny                     |
| 1970 | O Pornógrafo                                    | Madame                   |
| 1969 | Deu a Louca no Cangaço                          | Namorada                 |
| 1967 | O Levante das Saias                             | —                        |
| 1962 | Vagabundos no Society                           | Sobrinha pirata          |
| 1961 | Esse Rio que Eu Amo                             | —                        |
| 1960 | Só Naquela Base                                 | —                        |
| 1957 | Hoje o Galo Sou Eu                              | —                        |
| 1953 | Almas em Conflito                               | —                        |
| 1952 | Aventura en Rio                                 | —                        |
| 1951 | Milagre de Amor                                 | Simone                   |
| 1950 | Somos Dois                                      | —                        |